# Erpodium acrifolium
Erpodium acrifolium är en bladmossart som beskrevs av Ronald Arling Pursell 1966 [1967. Erpodium acrifolium ingår i släktet Erpodium och familjen Erpodiaceae. Inga underarter finns listade i Catalogue of Life.